# スズケン沖縄薬品
株式会社スズケン沖縄薬品（スズケンおきなわやくひん）は、沖縄県那覇市に本社を置くスズケングループの一社であり、主として医療用医薬品の卸売を営む会社である。

## 沿革
- 2005年1月 - 「スズケン沖縄」と「沖縄薬品」が合併、現社名に商号変更。

## 事業所
- 那覇本社、那覇支店、中部支店（浦添市）、宮古営業所（宮古島市）

## 主な取引企業
- 塩野義製薬
- エーザイ
- アステラス製薬
- 田辺製薬
- 扶桑薬品
- ノバルティスファーマ